# Caffè americano
Il caffè americano, o semplicemente americano, è un tipo di caffè espresso a cui viene aggiunta dell'acqua calda per renderlo più lungo.

## Terminologia
Il caffè americano è in senso stretto il caffè espresso a cui viene aggiunta acqua calda. Tuttavia nella lingua italiana con "caffè americano" (talvolta indicato come caffè all'americana) si può intendere anche il caffè come viene in genere preparato in America del Nord, ovvero un caffè filtro lungo.

## Storia
Il termine "americano", diffuso in molte lingue (Café americano in spagnolo; Caffè Americano in inglese; in russo Кафе американо?, kafe amerikano), risale agli anni settanta del XX secolo, e deriva dallo spagnolo o dall'italiano.
C'è una credenza popolare, non confermata, che il nome abbia le sue origini nella seconda guerra mondiale, In Italia, quando i soldati americani che erano di stanza lì, seppur amavano il caffè italiano, lo trovavano troppo forte e ristretto; Così, cominciarono ad allungarlo con dell'acqua, o tè, caldo.  Questa diluizione ha permesso ai soldati di replicare il profilo aromatico più delicato che erano più abituati a bere in tazze di caffè undici volte più grandi di quelle italiane.

## Preparazione
Caffè espresso integrato con acqua calda, il più delle volte in un rapporto di circa 1:5. Questo caffè viene servito in una grande tazza di vetro o cappuccino da 150-180 ml.

## Long black
Una variante è il Long black, diffuso in Australia e zone limitrofe, nel quale prima si riempie la tazza con acqua calda, quindi vi si versa l'espresso.